# José María Morelos, Cuautinchán
José María Morelos är en ort i Mexiko.   Den ligger i kommunen Cuautinchán och delstaten Puebla, i den sydöstra delen av landet, 130 km sydost om huvudstaden Mexico City. José María Morelos ligger 2 064 meter över havet och antalet invånare är 413.
Terrängen runt José María Morelos är kuperad åt nordväst, men åt sydost är den platt. Runt José María Morelos är det ganska tätbefolkat, med 62 invånare per kvadratkilometer. Närmaste större samhälle är Puebla de Zaragoza, 19,8 km nordväst om José María Morelos. Trakten runt José María Morelos består till största delen av jordbruksmark.